# Rasno (Široki Brijeg)
Pour les articles homonymes, voir Rasno.
Rasno (en cyrillique : Расно) est un village de Bosnie-Herzégovine. Il est situé sur le territoire de la Ville de Široki Brijeg, dans le canton de l'Herzégovine de l'Ouest et dans la fédération de Bosnie-et-Herzégovine. Selon les premiers résultats du recensement bosnien de 2013, il compte 658 habitants.

## Démographie

### Évolution historique de la population dans la localité
| 1948 | 1953 | 1961  | 1971  | 1981 | 1991 | 2013 |
| ---- | ---- | ----- | ----- | ---- | ---- | ---- |
| -    | -    | 1 016 | 1 062 | 844  | 779  | 658  |

|  |